# Джекелл, Джордж Аллан
Джордж Аллан Джекелл (англ. George Allen Jeckell, 25 июля 1880 года, Эксетер, Онтарио — 1950) — школьный учитель, политик, контролёр Юкона.
Школьные годы провёл в Онтарио, образование учителя получил в Северо-Западных территориях и Юконе. Был школьным учителем в Доусоне. В 1928 году стал инспектором в агентстве по налогам и сборам Канады. Пришёл к власти после отставки руководства Юкона во время Великой Депрессии, когда должности комиссара по золоту и контролёра территории Юкон были объединены, и правил территорией около 15 лет
.
С 1906 года состоял в масонской ложе Доусона. С 1919 года являлся магистром ложи.
Награждён орденом британской империи. В его честь названы гора на территории Юкона и улица в городе Уайтхорс.